# Pyropteron
Pyropteron är ett släkte av fjärilar. Pyropteron ingår i familjen glasvingar.

## Bildgalleri

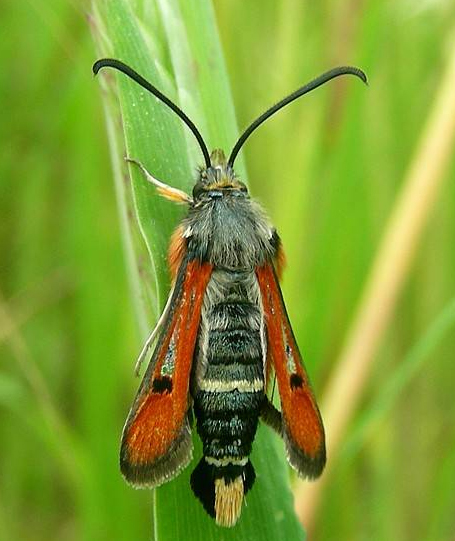

## Dottertaxa tillPyropteron, i alfabetisk ordning[1]
- Pyropteron aicha
- Pyropteron anthracias
- Pyropteron balkis
- Pyropteron biedermanni
- Pyropteron castiliana
- Pyropteron cerceriformis
- Pyropteron chalcocnemis
- Pyropteron chlorotica
- Pyropteron chrysidiformis
- Pyropteron chrysomelaena
- Pyropteron chrysoneura
- Pyropteron elampiformis
- Pyropteron fervens
- Pyropteron gallica
- Pyropteron haemorrhoidalis
- Pyropteron infusca
- Pyropteron joannisi
- Pyropteron lecerfi
- Pyropteron louisae
- Pyropteron mandana
- Pyropteron margaritosa
- Pyropteron margiana
- Pyropteron melanoxantha
- Pyropteron nigripes
- Pyropteron obturata
- Pyropteron pallipes
- Pyropteron phoenix
- Pyropteron polistiformis
- Pyropteron reisseri
- Pyropteron seitzi
- Pyropteron sicula
- Pyropteron suprema
- Pyropteron turanica